# Partido de Unidad Nacional (República Centroafricana)
Partido Unidad Nacional (PUN; en francés: Parti d'unité nationale) es un partido político existente en la República Centroafricana.
Liderado por Jean-Paul Ngoupandé, quien fuera candidato a las elecciones presidenciales de 1999 y 2005, logrando en la primera oportunidad un 3,14% de los votos, mientras que en su reintento llegó al 5,08%.
En los comicios legislativos de 1998 lograron 3 escaños. Formaron parte de la coalición Unión de Fuerzas por la Paz (UFAP), que obtuvieron mayoría por 1 escaño en el Parlamento.